# Стрільба на літніх Олімпійських іграх 2016 — скит (жінки)
Змагання зі стендової стрільби в дисципліні скит серед жінок на літніх Олімпійських іграх 2016 року пройшли 12 серпня на Національному стрілецькому центрі Ріо. У змаганнях взяла участь 21 спортсменка.

## Розклад змагань
Час - (EEST)
| Дата      | Час   | Раунд               |
| --------- | ----- | ------------------- |
| 12 серпня | 15:00 | Кваліфікація        |
| 12 серпня | 21:00 | Півфінал            |
| 12 серпня | 21:15 | Матч за третє місце |
| 12 серпня | 21:25 | Фінал               |

## Призери
| Золото             | Срібло              | Бронза             |
| Діана Бакосі (ITA) | К'яра Кайнеро (ITA) | Кімберлі Род (USA) |

## Зміни у форматі
В січні 2013 року Міжнародна федерація спортивної стрільби прийняла нові правила проведення змагань на 2013—2016 роки, які, зокрема, змінили порядок проведення фіналів. Спортсменки, що пройшли до фіналу, тепер розпочинають вирішальний раунд без очок, набраних у кваліфікації. У стендовій стрільбі з'явився півфінальний раунд, за підсумками якого дві стрільчині, які показали найкращий результат, виходять до фіналу, де визначають володарку золотої медалі. За бронзову медаль продовжують боротьбу учасниці, які показали за підсумками півфіналу третій і четвертий результат.

## Змагання

### Кваліфікація
У кваліфікаційних змаганнях учасниці виконують 3 серії по 25 пострілів. В півфінал проходять 6 спортсменок, які показали найкращий результат.
| Місце | Спортсменка            | Країна                | 1  | 2  | 3  | Тай-брейк | Всього | Нотатки |
| ----- | ---------------------- | --------------------- | -- | -- | -- | --------- | ------ | ------- |
| 1     | Вей Мен                | Китай (CHN)           | 23 | 25 | 25 |           | 73     | Q, ОР   |
| 2     | Кімберлі Род           | США (USA)             | 23 | 25 | 24 |           | 72     | Q       |
| 3     | Діана Бакосі           | Італія (ITA)          | 25 | 23 | 24 |           | 72     | Q       |
| 4     | К'яра Кайнеро          | Італія (ITA)          | 24 | 22 | 24 |           | 70     | Q       |
| 5     | Ембер Гілл             | Велика Британія (GBR) | 23 | 24 | 23 |           | 70     | Q       |
| 6     | Морган Крафт           | США (USA)             | 24 | 24 | 21 | +2        | 69     | Q       |
| 7     | Альбіна Шакірова       | Росія (RUS)           | 21 | 23 | 25 | +1        | 69     |         |
| 8     | Меліса Хіль            | Аргентина (ARG)       | 23 | 21 | 25 | +1        | 69     |         |
| 9     | Вей Нін                | Китай (CHN)           | 24 | 20 | 24 |           | 68     |         |
| 10    | Сутія Дживчалуміт      | Таїланд (THA)         | 23 | 22 | 23 |           | 68     |         |
| 11    | Крістін Венцель        | Німеччина (GER)       | 22 | 24 | 22 |           | 68     |         |
| 12    | Александра Ярмолінська | Польща (POL)          | 23 | 23 | 22 |           | 68     |         |
| 13    | Хлоя Тіппл             | Нова Зеландія (NZL)   | 21 | 23 | 23 |           | 67     |         |
| 14    | Елена Аллен            | Велика Британія (GBR) | 23 | 18 | 23 |           | 64     |         |
| 15    | Андрі Елефтеріу        | Кіпр (CYP)            | 21 | 21 | 22 |           | 64     |         |
| 16    | Данка Бартекова        | Словаччина (SVK)      | 22 | 20 | 22 |           | 64     |         |
| 17    | Ешлін Джонс            | Австралія (AUS)       | 21 | 20 | 22 |           | 63     |         |
| 18    | Наоко Ісіхара          | Японія (JPN)          | 18 | 20 | 24 |           | 62     |         |
| 19    | Франциска Кроветто     | Чилі (CHI)            | 21 | 22 | 19 |           | 62     |         |
| 20    | Лібуше Ягодова         | Чехія (CZE)           | 18 | 19 | 21 |           | 58     |         |
| 21    | Даніела Карраро        | Бразилія (BRA)        | 19 | 19 | 20 |           | 58     |         |

### Півфінал
У півфіналі стрільчині виконують по 16 пострілів. У фінал проходять 2 спортсменки, які показали найкращий результат.
| Місце | Спортсменка   | Країна                | Всього | Тай-брейк | Нотатки        |
| ----- | ------------- | --------------------- | ------ | --------- | -------------- |
| 1     | К'яра Кайнеро | Італія (ITA)          | 16     |           | Матч за золото |
| 2     | Діана Бакосі  | Італія (ITA)          | 15     |           | Матч за золото |
| 3     | Вей Мен       | Китай (CHN)           | 14     | +4        | Матч за бронзу |
| 4     | Кімберлі Род  | США (USA)             | 14     | +4        | Матч за бронзу |
| 5     | Морган Крафт  | США (USA)             | 14     | +3        |                |
| 6     | Ембер Гілл    | Велика Британія (GBR) | 13     |           |                |

### Фінал
| Місце | Спортсменка   | Країна       | Всього | Тай-брейк | Нотатки |
| ----- | ------------- | ------------ | ------ | --------- | ------- |
| 1     | Діана Бакосі  | Італія (ITA) | 15     |           |         |
| 2     | К'яра Кайнеро | Італія (ITA) | 14     |           |         |
| 3     | Кімберлі Род  | США (USA)    | 15     | +7        |         |
| 4     | Вей Мен       | Китай (CHN)  | 15     | +6        |         |